# Erysimum parryoides
Erysimum parryoides là một loài thực vật có hoa trong họ Cải. Loài này được (Kurz) Wettst. mô tả khoa học đầu tiên năm 1889.